# Chiesa di Nostra Signora Stella Maris
La chiesa di Nostra Signora Stella Maris è un luogo di culto cattolico situato nella località di Albisola Capo, in via Don Natale Leone, nel comune di Albisola Superiore in provincia di Savona. La chiesa è sede della parrocchia omonima del vicariato di Albisola-Varazze della diocesi di Savona-Noli.
L'edificio è situato in quello che un tempo era il borgo di pescatori di Albisola, in prossimità della spiaggia.

## Storia e descrizione

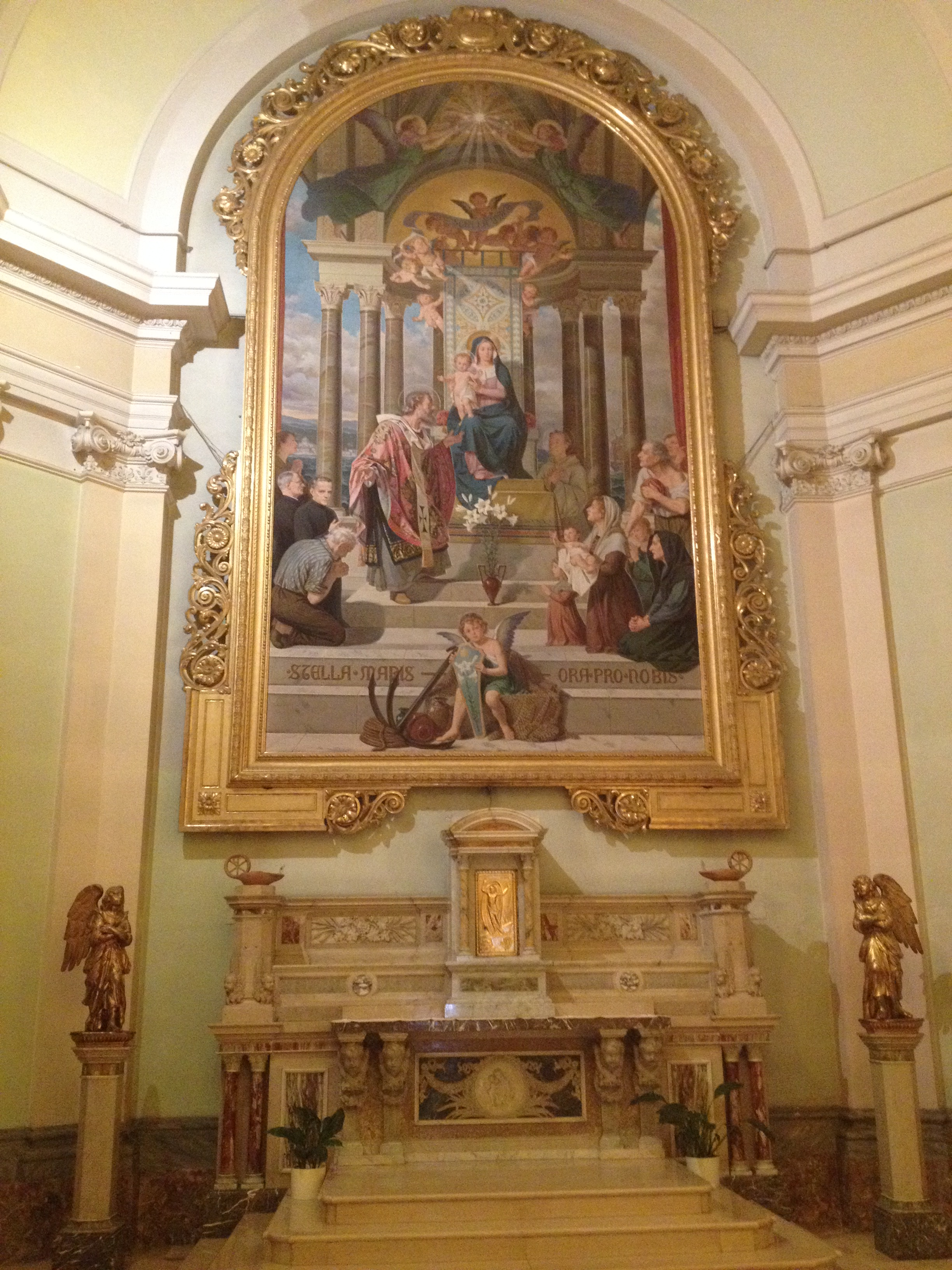
L'altare maggiore

L'edificio venne eretto nei primi anni del XX secolo in sostituzione di una chiesa più antica e piccola, ancora oggi esistente nelle vicinanze, seppur trasformata in cinema-teatro. L'edificio attuale, sede parrocchiale indipendente dalla chiesa di San Nicolò di Albisola Superiore, è a croce greca con cupola centrale.
Sopra l'ingresso si trova l'organo a canne, mentre il presbiterio è dominato da una grande tela raffigurante la Vergine, occupante tutta la parete di fondo dietro l'altare maggiore con tabernacolo di Giacomo Manzù.
Nel transetto di destra è collocato l'altare del Sacro Cuore sormontato da una statua del Cristo. Il transetto di sinistra ospita invece un gruppo ligneo processionale rappresentante la Vergine con Bambino con il titolo di Stella Maris, risalente alla prima metà del XVII secolo, originariamente raffigurante una Madonna del Rosario, e proveniente dall'oratorio di Santa Maria Maggiore. L'interno della cupola è decorato con immagini di angeli, mentre l'esterno è sormontato da una statua della Madonna a cui la chiesa è dedicata con il titolo di Stella Maris (Stella del Mare).